# Дубеньская, Ванда

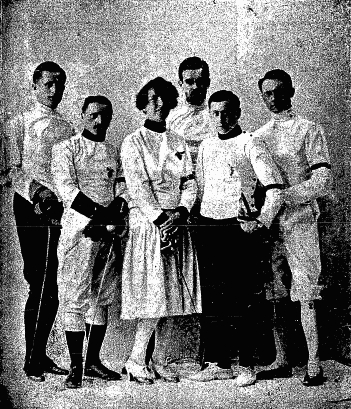
Польская команда по фехтованию АЗС Краков, 1922 (Ванда Дубеньская третья слева)

Ванда Дубеньская (пол. Wanda Dubieńska; урождённая Новак, 12 июня 1895, Краков — 28 ноября 1968, с. Жонска, гмина Забежув) — первая польская участница Олимпийских игр, чемпионка Польши по фехтованию, теннису и лыжным гонкам.

## Биография
Родилась и выросла в Кракове. Отец, Юлиан Новак — микробиолог, профессор Ягеллонского университета, позднее премьер-министр Польской Республики. Мать, София Новак (Венжович) из семьи краковских мещан и меценатов. Младшая сестра, Кристина, 1909 года рождения, рекордсменка и чемпионка Польши по плаванию на спине (выиграла чемпионаты Польши в 1928, 1929, 1931).
В детстве была запечатлена в работах Станислава Выспяньского и Яцека Мальчевского. Играла на фортепиано в четыре руки с Игнацием Падеревским.
После окончания средней школы Ванда училась в Музыкальной консерватории в Кракове. В 1934—1939 годах обучалась в Высшей школе Ветеринарии в Вене, где получила диплом по ветеринарной медицине.

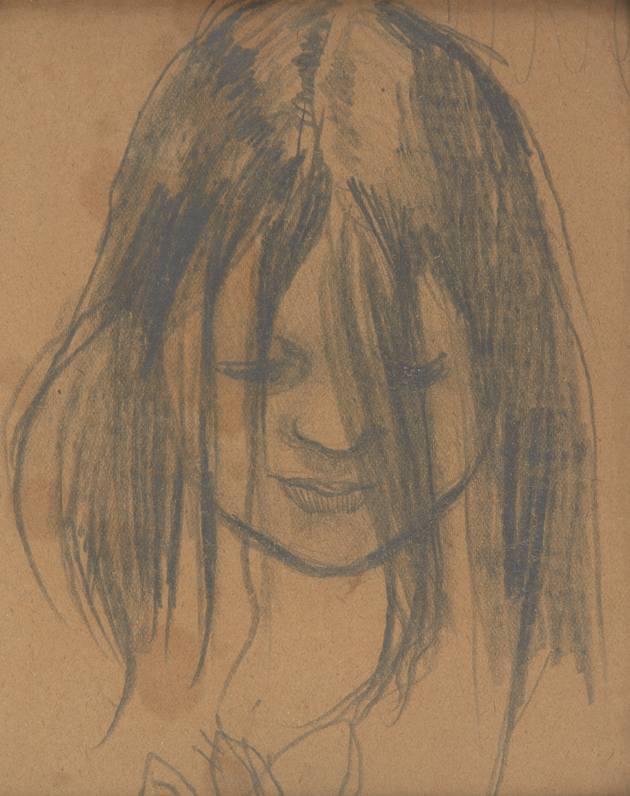
Ванда, рисунок карандашом (Станислав Выспяньский)
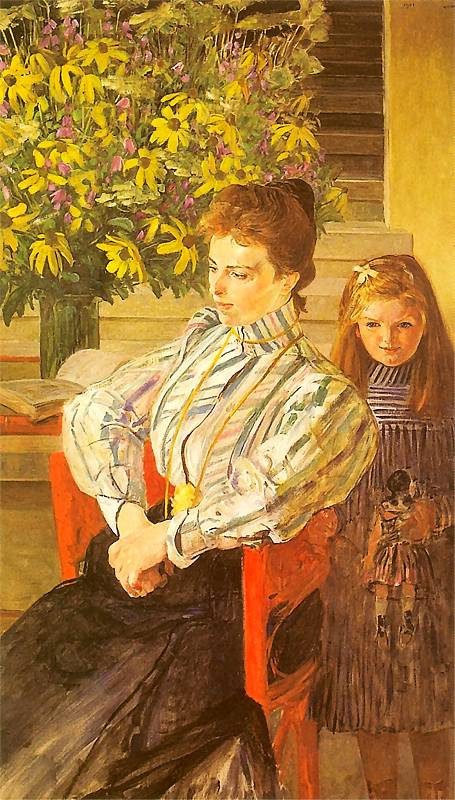
Портрет жены Юлиана Новака с дочерью (Яцек Мальчевский, 1901)

Была одной из ведущих и универсальных польских спортсменок межвоенного периода. Профессионально занималась теннисом, фехтованием, лыжными гонками, верховой ездой, коньками и плаванием.

## Фехтование и участие в Олимпийских играх
Ванда Дубеньская была первой польской олимпийской спортсменкой, представленной Олимпийским комитетом Польши для участия в соревнованиях по фехтованию среди женщин на Летних Олимпийских играх (1920) в Антверпене, но из-за продолжающейся Советско-польской войны не смогла принять участие в этих Играх. Была первой полькой выступившей на Летних Олимпийских игр (1924) в Париже в женском индивидуальном зачете, но это выступление не было успешным, потому что проиграла все бои на выбывание в своей группе. Однако, после игр она не отказалась от фехтования и в 1926 году в женском индивидуальном зачете получила титул чемпионки на соревнованиях в Словакии. В 1928 году — заняла второе место в Польше, а в 1929 году стала Чемпионкой Польши по фехтованию.
В 1928—1929 годах опубликовала несколько статей о фехтовании в теннисе в польском спортивном журнале «Старт».

## Теннис
До 1914 года Ванда одержала несколько побед в теннисных турнирах проводившихся на территории Польши, Австрии, Чехии и Швейцарии. Была трехкратной чемпионкой Кракова и двукратной чемпионкой Галиции в одиночном разряде. Продолжила свою карьеру в теннисе и после окончания Первой мировой войны. Победила в одиночном разряде на чемпионате Польши 1928 году в Катовице, обыграв юную Ядвигу Енджеёвскую в финале.
Была пятикратной чемпионкой Польши: в одиночном, парном и смешанном разрядах, до 1934 года была одной из лучших польских теннисисток. Много раз играла за сборную Польши.

## Лыжные гонки

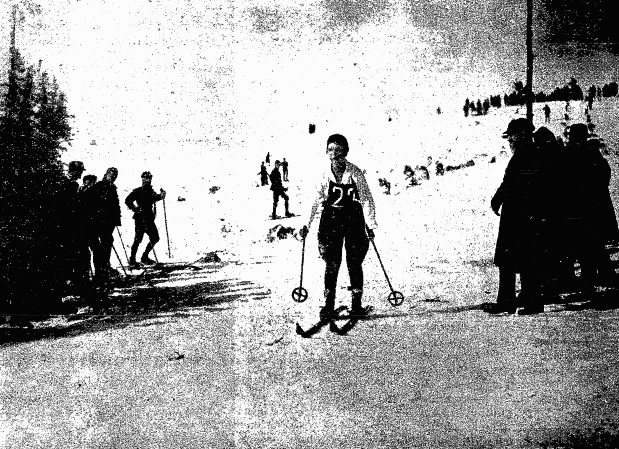
Ванда Дубеньская во время соревнований, Закопане, 1922

В 1920-е годы также была одной из лучших Польских лыжниц. В 1924 году получила титул чемпионки Польши в 8-километровой лыжной гонке среди женщин. Участвовала в международных соревнованиях ФИС в Закопане, где заняла 7е место в 6-километровом забеге. Дважды занимала первое место в Академических соревнованиях в Польше в 1933 и 1934 годах, также в гонках на 8-километровой дистанции.

## Вторая Мировая Война и дальнейшая судьба
Во время немецкой оккупации жила в Кракове. До сентября 1940 года работала на производстве сывороток и вакцин «Серо». В 1940—1942 годах работала лаборантом в больнице св. Лазаря. С 1942 по 1944 работала стенографисткой и секретарём-машинисткой в гмине Лагевники на фабрике фурнитуры. Подписала фолькслист, за что после войны решением районного суда была приговорена к заключению в трудовом лагере.
Её брак с Юзефом Дубеньским, заключенный ещё до 1924 года, распался и после войны муж переехал в Израиль.
После освобождения из трудового лагеря жила и работала ветеринаром в Гожуве-Велькопольском. С ноября 1948 года по декабрь 1951 года работала медсестрой в санаториях: Явор, Полчин-Здруй, Ивонич и Рыманув-Здруй. В феврале 1952 года снова обосновалась в Гожуве-Велькопольском. В 1964 году получила докторскую степень в области ветеринарии. До 1967 года работала в Воеводском Управлении Ветеринарной Гигиены.
Умерла в 1968 году, похоронена на Раковицком кладбище в Кракове.